# 小体高原鳅
小体高原鳅（学名：Triplophysa minuta）为輻鰭魚綱鯉形目條鳅科高原鳅属的鱼类。分布于中国新疆北部的托克逊、乌鲁木齐、米泉、精河、博乐、温泉和乌尔禾等地的河沟和浅水溪流地区等，多生活于河沟和浅水缓流区。该物种的模式产地在鄯善连木沁及卡拉古水库、乌鲁木齐、精河、温泉、博乐、米泉及乌尔禾河。 此种为中国学者较早独立发现、研究的高原鳅鱼类之一。
2021年被列入国家重点保护野生动物名录二级保护。

## 扩展阅读
維基物種上的相關：小体高原鳅